# Младен Дражетин
Младен Дражетин (Нови Сад, 3. март 1951 — Нови Сад, 23. јул 2015) био је српски економиста, позоришни стваралац, песник, књижевник и филозоф.
Његов отац Рада био је курир у Месној канцеларији у Мошорину, а мајка Вукица, рођена Јањатовић, родом је из Сомбора. Иза себе је оставио дела поезије, прозе, драме и филозофије. Творац је Дописног позоришта, специфичне врсте театарске организације и игре, које је замислио и организовао 1974. године. Преминуо је у Новом Саду 2015. године, а сахрањен је на гробљу у Лединцима.

## Школовање
Трговачку школу је завршио 1968. у Новом Саду, Вишу економску 1972. у Вараждину, а дипломирао је на суботичком Економском факултету 1983.
Магистарски рад одбранио је 1989. на Факултету драмских уметности у Београду са тезом "Специфичност настанка и деловања Дописног позоришта у Новом Саду, са пројекцијом даљег усавршавања", а докторски 2004. на Факултету за услужни бизнис у Новом Саду са тезом "Аматеризам као начин човекове самореализације путем локалних радио и телевизијских станица у Војводини".

## Каријера
Дражетин је обављао разне послове у више радних организација, као и органима државне управе. Такође је био запослен и на ТВ Нови Сад и РТС-у, а радио је и као професор.
Кретање у служби: радио у „Аутовојводини“ (1968-1977), у СОУР „Агровојводини“, где је уређивао и истоимени лист (1977—1980), потом прешао у Скупштину града за тржишног инспектора (1980—1985) и вишег тржишног инспектора (1985—1990), па у Телевизији Нови Сад био директор Службе заједничких програмских послова (1990—1993) и руководилац Телекинотеке и уредник Редакције за историографију културног наслеђа Војводине (1993-1994), а био је и одговорни уредник у „7 ТВ дана“. Затим је радио као савезни тржишни инспектор (1994—2003) и републички тржишни инспектор (2003—2009). Радио је и као професор десетак година на Високој техничкој школи струковних студија у Новом Саду за наставне области: мултимедија I, мултимедија II, ВЕБ комуникације и масовне комуникације. Био је и гост предавач на БК Универзитету из Београда и Учитељском факултету у Сомбору. Такође је био судија поротник у Вишем суду у Новом Саду и судски вештак за процену вредности капитала, процену штете и обрачун зараде.

## Културни, едукативни и научно-истраживачки рад
Дражетин је био творац Дописног позоришта, специфичне врсте театарске организације и игре, које је замислио и организовао 1974. године, као оригинални позоришни покрет за ширење елементарне позоришне и етичко-естетичке културе. Налазио се и међу оснивачима Позорнице драмске уметности, чији је главни руководилац био од 1994.
Позоришне представе приказивао је по селима, градским парковима и трговима, по предузећима, па и становима. ТВ емисија о овом пројекту Петра Љубојева добила је 1986. Гран-при на фестивалу у Монте Карлу. Режирао је преко сто позоришних комада и рецитала на аматерским и професионалним сценама, у оквиру Дописног позоришта. Наступао и као глумац у позоришним представама и у десетак филмова.
По сопственом сценарију режирао је два филма немих бурлески „Растројене мисли“ (1971) и „Комичари из Новог Сада“ (1973). Бавио се поезијом и објавио је седам збирки песама.
На професионалним и аматерским сценама извођени су му социјална драма „Исповест“ (1972) и експериментална комедија „Филозофија“ (1976). Уређивао је лист аматерских позоришта „Позорница“ (од 1974) и едиције „Трибина поезије“ (од 1981) и „Масовна култура и уметност“ (од 1996), све у оквиру издавачке делатности Позорнице драмске уметности и Дописног позоришта. Такође је био и члан уредништва часописа за културу и уметност под називом „Кровови“ (излази у Сремским Карловцима).
Сем тога је био књижевни критичар, позоришни и телевизијски теоретичар. На телевизији је био аутор (редитељ или сценариста) више запажених емисија, као што су „Здравствени театар“, „75 година Есперанта“ и др.
Социјална драма „Исповест“ коју је Дражетин написао играна је у преко педесет хиљада Микро - театара Дописног позоришта широм света, као образовно - едукативни програм.
Написао је књигу из области етике, естетике и социологије културе под називом „Вечна уметност игре“, која је резултат његовог тридесетогодишњег научно-истраживачког рада и избора из наставног градива са предавања на факултетима, вишим и високим школама, где га је од 1996. до 2013. године слушало преко десет хиљада студената.
Дражетин је одржао и низ запажених предавања „О настанку и деловању Дописног позоришта из Новог Сада, као универзалног кореспондентног система“ у више држава - Русији, Аустрији, Словачкој, Мађарској, Румунији, Грчкој, Хрватској, Словенији, Републици Српској, Македонији и Црној Гори.
Играо је епизодне улоге у два домаћа дугометражна филма: „Јевреји долазе“ у режији Првослава Марића и „Пешчанику“, који је снимљен по роману Данила Киша.
Био је члан Друштва књижевника Војводине (ДКВ) и Удружења новинара Србије (УНС).
2016. године, на књижевној манифестацији „У част Симе Цуцића“ коју организује Банатски културни центар из Новог Милошева, Дражетин је постхумно награђен плакетом „Сима Цуцић“, за укупан допринос афирмацији књижевности за децу.
Уврштен је у Енциклопедију Новог Сада (Свеска 7, Нови Сад, 1996), Лексикон уметника Војводине (Роман Веховец, Нови Сад, 2001), Азбучник писаца за децу (Светозар Малешев, Нови Сад, 1997), Антологију најлепших песама о љубави „Велика тајна“ (Перо Зубац, Београд, 1997), Антологију новијег српског песништва за децу и младе „Кад срце засветлуца“ (Перо Зубац, Рума, 2009), Биографски речник Шајкашке (Бошко Брзић, Нови Сад, 2013), „Речник Војводине“ Мирослава Антића (Сарајево, 1989).
Текстови су му објављивани у следећим публикацијама (часописима, листовима, зборницима): „Аутовојводина“ (Нови Сад), „Грађански лист” (Нови Сад), „Дневник” (Нови Сад), „Енциклопедија Новог Сада“ (Нови Сад), „Златна греда“ (Нови Сад), „Кровови“ (Сремски Карловци), „Липар“ (Крагујевац), „Луча“ (Суботица), „Мајдан“ (Костолац), „Нафташ“ (Нови Сад), „Наше стварање“ (Лесковац), „Позорница“ (Нови Сад), „Ромологија“ (Нови Сад), „Свеске за историју Новог Сада“ (Нови Сад), „Свитак“ (Пожега), „Стиг“ (Мало Црниће), „Studia Ruthenica“ (Нови Сад), „Сусрети“ (Нови Сад), „Улазница“ (Зрењанин), „Успења“ (Лесковац), „Шветлосц“ (Нови Сад). Дражетинова дела и текстови су превођени на енглески, есперанто и русински језик.

## Дела
Књиге које је Дражетин објавио за живота:
- „Песме“, збирка песама (1971),
- „Сјај тихе ноћи“, збирка песама (1971),
- „Заметене узде“, збирка песама (1972),
- „Туга сна“, збирка песама (1974),
- „После лутања“, збирка песама (1981),
- „Тајни поруб“, збирка песама (1986),
- „Срце на љуљашци“, збирка дечијих песама (1990),
- „Вечна уметност игре“ - Филозофија новог развоја (теорија и пракса) - Први српски филозофски систем (Ново Милошево, Банатски културни центар, 2014).

Дражетинове књиге објављене постхумно:
- „Универзални аниматорски систем Дописно позориште - кореспондентни процес игре (теорија и пракса)“ (Шајкаш - Нови Сад, 2017),
- „Тицанова буна 1807: национална драма у три чина“ (Шајкаш - Нови Сад, 2017).
- „Пачки Швапа“ (роман) (Ново Милошево, Банатски културни центар, 2018).
- „Вечна уметност игре“ - Филозофија новог развоја (теорија и пракса) - Први српски филозофски систем, друго издање (Ново Милошево, Банатски културни центар, 2019).

Позоришни комад „Тицанова буна 1807: национална драма у три чина“ је последње Дражетиново дело, које је завршио непосредно пред смрт, а које је драматизовао и написао управљајући се и усклађујући према научној грађи Историјског института САНУ, као и обрађених примерених прича и легенди, које су се о Тицану преносиле с колена на колено.
У припреми је издавање и штампање још неколико Дражетинових необјављених дела.
Необјављена Дражетинова дела:
- „Крилата песма“ (песме за децу),
- „Исповест“ (социјална драма) и „Филозофија од А до Ш“ (Експериментална комедија),
- „Трагови вечности - Тежња ка културној бесконачности - текстови, есеји, рецензије, књижевни, биографски и други прикази“ (зборник радова),
- „Хиљаду песама“ (песме),
- „Аматеризам као начин човекове самореализације путем локалних радио и телевизијских станица у Војводини“ (докторска теза),
- „Дописно позориште“ (скрипта) и „Режија на киши“ (позоришни комад).